# Ziua Limbii Române

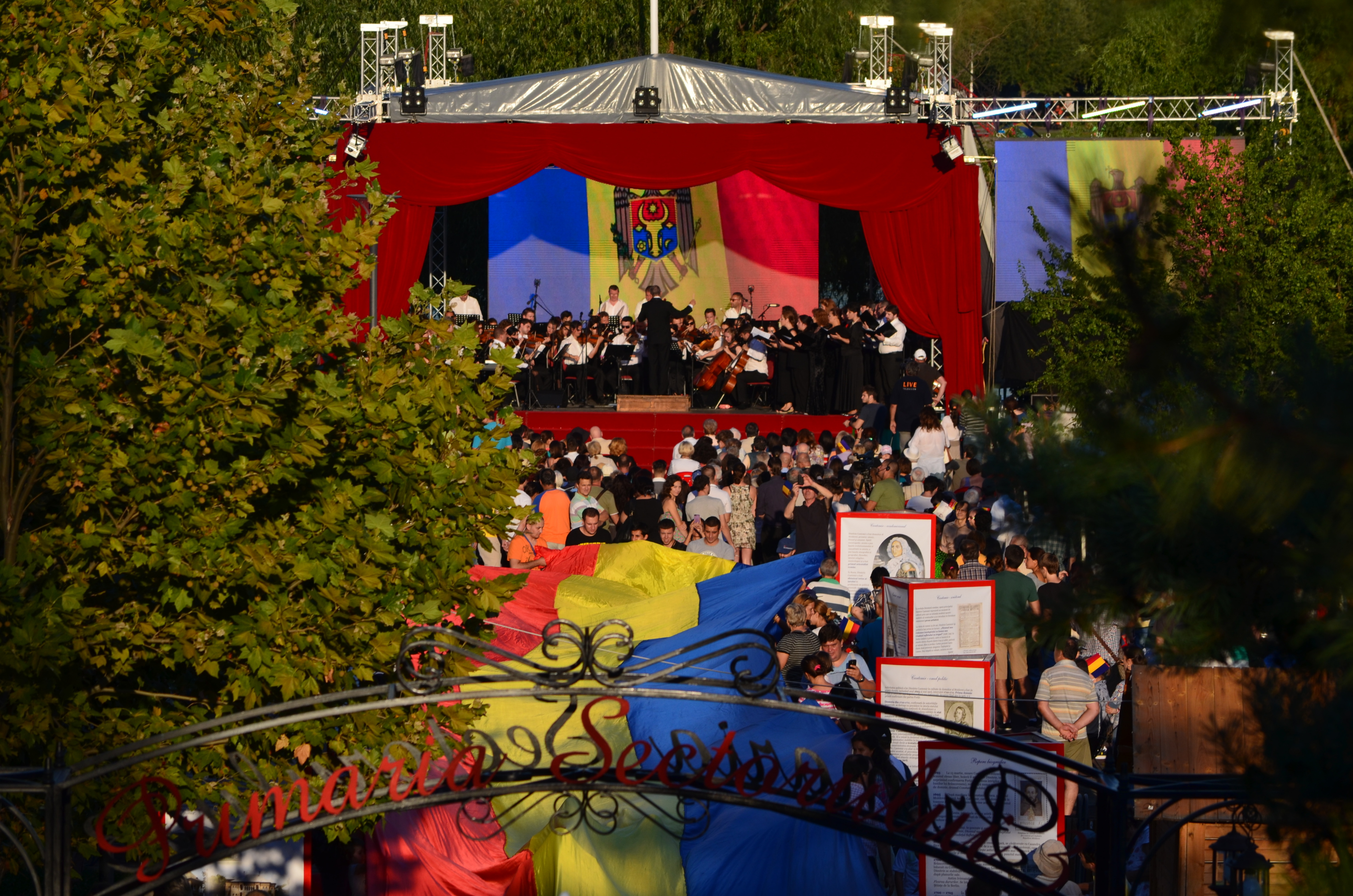
Ziua Limbii Române (2014)

Ziua Limbii Române se sărbătorește la data de 31 august în România din 2011 și Republica Moldova din 1990.

## În România
Propunerea legislativă a fost inițiată în 2011, la propunerea senatorului PNL Viorel Badea, fiind semnată de 166 de parlamentari aparținând tuturor partidelor parlamentare din România. În expunerea de motive, inițiatorul propunerii legislative explică faptul că "importanța limbii române nu trebuie marginalizată de tendințele actuale către globalizare, deoarece limba română reprezintă fundamentul identității naționale, un punct deosebit de important pentru consolidarea unei societăți puternice și unite".
Această propunere legislativă a fost legiferată la inițiativa regretatului scriitor Corneliu Leu, alăturându-se  Al. Florin Țene, președintele Ligii Scriitorilor Români și Ligya Diaconescu director al revistei internaționale STARPRESS. S-a depus un memoriu, semnat de cei trei, ca în 31 august să se sărbătorească Ziua Limbii Române. 
În 2011 Ziua Limbii Române s-a sărbătorit pentru prima oară în Bucegi, lângă Babele, unde au participat  Corneliu Leu și Ligya Diaconescu. Și de atunci revista STARPRESS, sub egida Ligii Scriitorilor organizație profesională condusă de scriitorul Al.Florin Țene au organizat Ziua Limbii Române în diferite orașe ale țării, începând cu stațiunea Jupiter și sfârșind cu Olănești, unde au răsunat poezii ale scriitorilor români din țară și diasporă, cântece și jocuri populare, dar și comunicări tematice susținute de exegeți și scriitori români. Această propunere a fost adoptată  ca zi festivă a României prin Legea nr. 53/2013 adoptată de Parlamentul României cu 312 voturi pentru, două voturi împotrivă și cinci abțineri.
Conform legii, Ziua Limbii Române poate fi marcată de către autoritățile și instituțiile publice, inclusiv de reprezentanțele diplomatice și institutele culturale ale României, precum și de către alte instituții românești din străinătate, prin organizarea unor programe și manifestări cultural-educative, cu caracter evocator sau științific.

## În Republica Moldova
În contextul mișcării de renaștere națională de la sfârșitul anilor '80 din RSSM, la Chișinău are loc Marea Adunare Națională de la 27 august 1989, o întrunire la care participă aproximativ 750.000 de oameni (circa 1/6 din populația de atunci a republicii). În cadrul adunării, se cere declararea limbii române ca limbă de stat în RSSM, precum și trecerea la grafia latină.
Sub acest impuls, peste două zile, pe 29 august 1989 se deschid lucrările celei de-a XIII sesiuni a Sovietului Suprem din RSSM, care durează până pe 1 septembrie. În rezultatul unor intense dezbateri avute cu oponenții din Sovietul Suprem, deputații românofoni reușesc să impună limba română ca limba de stat și adoptarea alfabetului latin. 
Discuțiile cele mai aprinse din Sovietul Suprem au loc pe 31 august, cand se votează și cea mai mare parte a legislației privitoare la limba de stat și alfabet. 
Ulterior, ziua de 31 august este declarată sărbătoare națională în Republica Moldova.

### Evoluția sărbătorii

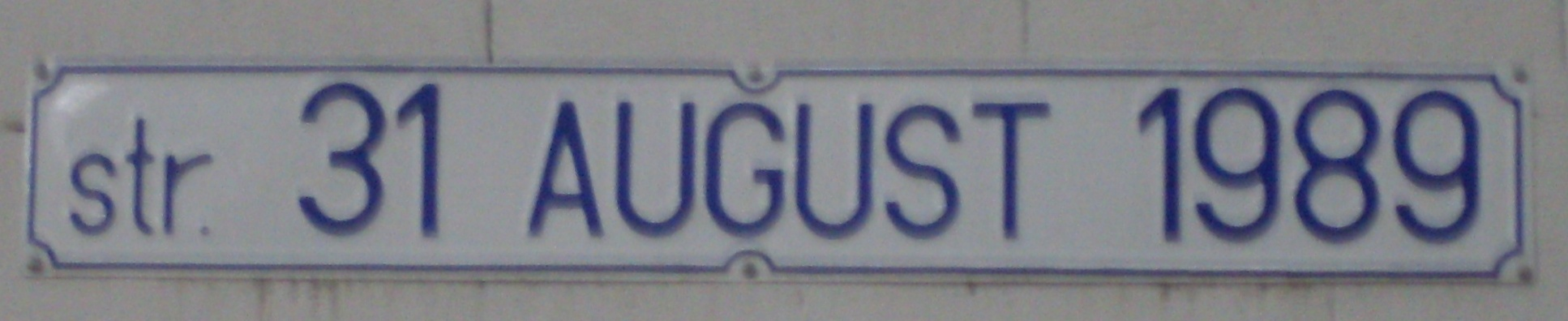
Plăcuță pe strada din Chișinău denumită in amintirea zilei 31 august 1989

Sărbătoarea a început sa fie celebrată în 1990 (la un an de la evenimentul istoric), sub numele de „Limba noastră cea română” sau „Ziua limbii române”. 
În 1994 guvernul agrarian, a decis schimbarea denumirii inițiale în „Limba noastră”, modificare determinata de prevederile art.13 din Constituția Moldovei. 
În 2004 Parlamentul a decis comasarea sărbătorii cu Ziua Independenței, comasare care nu a mai avut loc. De la venirea administrației liberale în fruntea municipiului Chișinău, sărbătoarea și-a recăpătat numele de „Limba noastră cea română”, cel puțin în capitala republicii.
La 2 martie 2023, Parlamentul Republicii Moldova a votat schimbarea numelui sărbătorii în ,,Limba Română".

### Manifestări cu ocazia sărbătorii
Anual, această sărbătoare este marcată cu manifestări de înalt patriotism, de regăsire a rădăcinilor, consemnată prin poezie, cântec și joc, prin repunerea în drepturi a vechilor tradiții populare și a momentelor care le-au marcat istoria.
De regulă, festivitățile sunt deschise dimineața la Chișinău de către oficialii republicii, prin depunerea de flori la monumentul lui Ștefan cel Mare și Sfânt, precum și la busturile clasicilor literaturii române, amplasate în Gradina Publică ,,Ștefan cel Mare".
Sărbătoarea se încheie în mod obișnuit printr-un concert susținut în Piața Marii Adunări Naționale.
În primii ani ai sărbătorii, fiecare 31 august aducea cu sine și dezvelirea a câte un bust pe Aleea Clasicilor din Chișinău. Acest frumos obicei a fost întrerupt după venirea la putere a comuniștilor în 2001.
Din 2006, de 31 august este organizat în București, pe treptele Teatrului Național din București, „Concertul limbii române”, eveniment menit să promoveze libertatea de a vorbi limba română.